# Hammarlöv
Hammarlöv är kyrkbyn i Hammarlövs socken och en småort på Söderslätt i Trelleborgs kommun.
I byn finns Hammarlövs kyrka som är slättens enda rundtornskyrka. Kyrkan byggdes under senare hälften av 1100-talet, troligen av Mårten stenmästare. Tornet uppfördes i försvarssyfte för att skydda mot de krigiska vendernas härjningar vid Skånes sydkust. Byn var en gång en viktig ort i bygden, med bland annat tingsplats. 
Vid infarten till byn västerifrån ligger flera gravhögar från bronsåldern och några stora gårdar. En av dem har två sjöar inom tomten. Vid kyrkans fot finns ett antal små 1800-talshus runt en trång gränd, kallad Jerusalem.

## Personer från orten
Skalden A.U. Bååth växte upp tillsammans med sin syster Cecilia Bååth-Holmberg i prästgården. Även matematikern Anders Wiman kom från Hammarlöv.